# Stanisław Kłosowicz
Stanisław Kłosowicz (* 4. März 1906 in Krasnojarsk; † 16. Oktober 1955 in Radom) war ein polnischer Radrennfahrer und nationaler Meister im Radsport.

## Sportliche Laufbahn
Nach seiner Übersiedlung aus Russland besuchte er in Polen die Schule. Er wurde als Jugendlicher Mitglied im Verein Sportul Łodz.
Dreimal (1927 bis 1929) gewann er das polnische Traditionsrennen von Krakau nach Zakopane. Die Polen-Rundfahrt 1928 konnte er als Dritter beenden, ein Jahr später gelang ihm auch ein Etappensieg in der heimatlichen Rundfahrt und er wurde auf dem 8. Platz klassiert. 1928 wurde er zur Teilnahme an den Olympischen Sommerspielen in Amsterdam nominiert. Im Straßenrennen kam er auf Platz 57, mit der polnischen Mannschaft auf den 13. Rang. 1932 wurde er polnischer Meister im Straßenrennen. In jenem Jahr wurde er wie auch schon 1931 bester Fahrer in der Jahreswertung des polnischen Radsportverbandes. 1932 startete er bei den UCI-Straßen-Weltmeisterschaften und belegte Platz 15 im Straßenrennen der Amateure.